# محمد التهامي العماري
محمد التهامي العماري (مواليد 15 فبراير 1963)، هو ناقد أدبي ومُترجم مغربي، حاصل على دكتوراه الدولة في النقد المسرحي.

## أعماله

### تأليف
- «قنديل أم هاشم: البنيات والدلالات» - بالاشتراك مع د.محمد أدادا، منشورات سليكي إخوان، المملكة المغربية، (طنجة 1995).
- «أوراق لعبد الله العروي: السرد،الأسلوب، التيمات» - بالاشتراك مع د.محمد أدادا، دار الأمان، المملكة المغربية، (الرباط 1996).
- «الريح الشتوية لمبارك ربيع: التشكيل الفني وصورة الواقع» – بالاشتراك مع د.محمد أدادا، دار الأمان، المملكة المغربية، (الرباط 1997).
- «المعين في تقنيات التعبير والتواصل»، منشورات مجموعة الباحثين الشباب في اللغة و الآداب، مطبعة أنفوبرانت، المملكة المغربية، (فاس 2004).
- «مدخل لقراءة الفرجة المسرحية»، دار الأمان، المملكة المغربية، (الرباط 2007).

## نقد
- «حقول سيميائية»، إعداد وترجمة، منشورات مجموعة الباحثين الشباب في اللغة والآداب، مطبعة أنفوبرانت، المملكة الغربية، فاس 2007.
- «سيميائيات الأنساق البصرية»: أمبرتو إيكو، ترجمة بالاشتراك مع د.محمد أدادا، دار الحوار، سوريا، 2008.

### ترجمات
- «كتاب الضحك والنسيان (رواية)» للكاتب:ميلان كانديرا، (2009 المركز الثقافي العربي، بيروت/ البيضاء)، حازت على جائزة الأطلس الكبير للترجمة التي تمنحها سفارة فرنسا بالمغرب، دورة 2010).
- 2010: الهوية: ميلان كانديرا ، المركز الثقافي العربي، بيروت/البيضاء.
- 2010: رقصة الوداع: ميلان كانديرا، ، المركز الثقافي العربي، بيروت البيضاء.
- 2011: الأمير الصغير: سان أيكزوبيري ، المركز الثقافي العربي، بيروت/ البيضاء.
- 2012: الماضي البيسط: إدريس الشرايبي المركز الثقافي العربي، بيروت/ البيضاء.
- 2012: الحياة في مكان آخر: ميلان كونديرا ، المركز الثقافي العربي، بيروت/ البيضاء. (حازت على جائزة الأطلس الكبير للترجمة التي تمنحها سفارة فرنسا بالمغرب، دورة 2012)
- غراميات مرحة: ميلان كونديرا ، المركز الثقافي العربي، بيروت/ البيضاء.
- «الخلود (رواية)» للكاتب:ميلان كونديرا، (2014 المركز الثقافي العربي، بيروت/ البيضاء).
- 2014: أنقذني: غيوم ميسو: ، المركز الثقافي العربي، بيروت/ البيضاء.
- 2015: بعد سبع سنوات: غيوم ميسو ، المركز الثقافي العربي، البيضاء.
- 2015: لا تخبري ماما: طوني ماغوير ، المركز الثقافي العربي، البيضاء.
- 2016: البكباشي والملك الطفل، جلبير سينوي ، دار الجمل، بيروت.

## الجوائز
- جائزة الأطلس الكبير للترجمة (التي تمنحها سفارة جمهورية فرنسا بالمغرب) عن ترجمة “كتاب الضحك والنسيان” لميلان كونديرا، دورة 2010.
- جائزة الأطلس الكبير للترجمة (التي تمنحها سفارة جمهورية فرنسا بالمغرب) عن ترجمة كتاب “الحياة في مكان آخر” لميلان كونديرا، دورة 2012.

## وصلات خارجية
- الموقع الرسمي.
- صفحته على موقع كودريدرز